# 陸喜
陸喜（3世紀—284年），字恭仲，吳郡吳縣（今江蘇省蘇州市）人。東吳及西晉官員，東吳丞相陸遜的侄子，吏部尚書陸瑁次子，左丞相陸凱的族弟。

## 生平
陸喜年輕時就有聲望和名氣，好學而且有才氣和思致，喜閱文章典籍，喜好與人結交，在東吳歷任選曹尚書、吏部尚書。天紀四年（280年），西晉滅東吳，陸喜下野。及後在太康年間，西晉朝廷嘉許陸喜等人貞潔忠義，命各部門長官以禮授官，隨才能授官任用。陸喜因而獲任命為散騎常侍，太康五年（284年）逝世。

## 家庭

### 兄弟
- 陸英，陸喜弟，晉高平國相，員外散騎常侍。

### 子女
- 陸育，晉尚書郎、弋陽太守。

### 侄兒
- 陸曄，陸英子，東晉官至左光祿大夫，開府儀同三司。
- 陸玩，陸曄弟，官至司空。